# Gili Eco Trust
 (septembre 2011).
Gili Eco Trust est une organisation non-gouvernementale locale créée en 2000 pour protéger les récifs coralliens des techniques de pêches destructrices autour des trois îles Gili au large de Lombok en Indonésie.
Le Gili Eco Trust a depuis étendu son action à l'environnement global des îles Gili et mène de nombreux éco-projets pour restaurer les récifs coralliens, nettoyer les îles, éduquer les populations, prendre soin des coraux et mieux les connaître grâce à des études scientifiques, recycler et trier les déchets, prendre soin des animaux, développer l'éco-tourisme...

## Historique

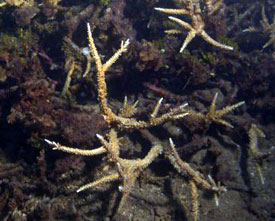
Coraux morts

En 1998 le SATGAS est fondé par des pêcheurs locaux pour protéger les coraux des îles Gili. Le phénomène El Niño en 1997-98 et de nombreux autres facteurs de dégradation avaient laissé les récifs coralliens dans un état désastreux qui amena les locaux à réagir et organiser des patrouilles autour des îles. Un accord fut passé avec les pêcheurs, définissant les techniques de pêche légales et des zones dédiées à la pêche, pour mettre un terme à la pêche à la dynamite et au cyanure qui était une des causes principales de destruction des coraux.
Pour soutenir le SATGAS, les centres de plongée des îles Gili décidèrent en 2000 de fonder le Gili Eco Trust. Une éco-taxe de 50 000IDR (4 €) est demandée à chaque plongeur pour permettre de compenser financièrement les pêcheurs qui respectent les termes de l'accord.

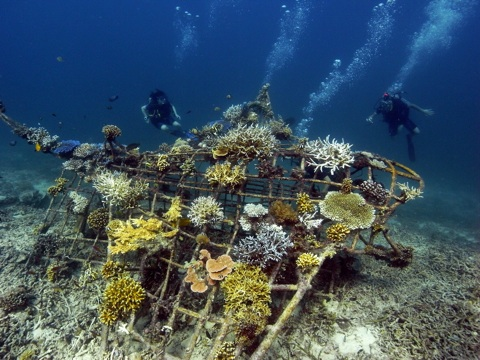
Récif Biorock en forme de raie manta

En 2004 Delphine Robbe, coordinatrice à temps partiel du Gili Eco Trust, importa la technologie Biorock pour mettre en place un programme de restauration des récifs coralliens. Depuis, 63 structures Biorock ont été installées tout autour des îles Gili pour restaurer leurs récifs.
Depuis 2006 un séminaire Biorock est organisé tous les deux ans par le Gili Eco Trust. Ainsi le 4e séminaire Biorock international eut lieu en novembre 2006, le 6e suivit en novembre 2008 et le 7e en novembre 2010, avec toujours plus de participants venus du monde entier.

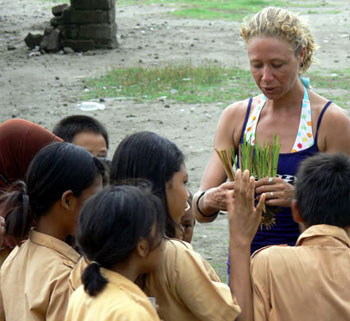
Avec Delphine Robbe, Gili Eco Trust manager, les enfants découvrent l'herbe Vetiver

2009 fut une année-tournant : cette année-là le Gili Eco Trust étendit ses projets à l'environnement terrestre des îles Gili. Afin de mener tous ces projets, Delphine Robbe devint coordinatrice à plein temps de l'ONG.
Aujourd'hui le Gili Eco Trust mène de nombreux projets pour assurer le développement durable des îles Gili et promouvoir l'éco-tourisme.

## Projets
Le Gili Eco Trust a développé des éco-projets sous mer et sur terre.

### Protection des coraux

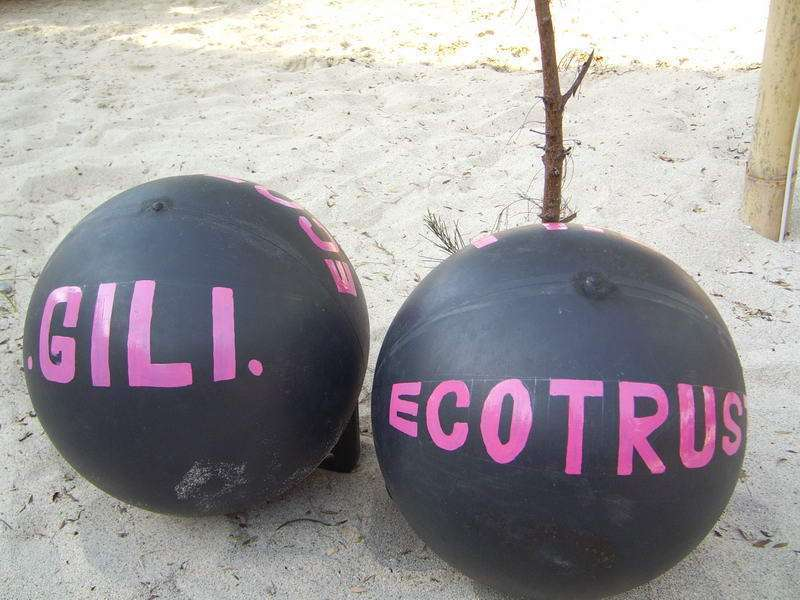
Bouées d'amarrage du Gili Eco Trust

Le Gili Eco Trust coopère avec le SATGAS pour protéger les récifs coralliens.
20 jours par mois et sur appel, les membres du SATGAS patrouillent en mer pour vérifier que personne n'abîme les coraux et que les pêcheurs respectent les termes de l'accord passé.
Avec le SATGAS, le Gili Eco Trust a installé des bouées d'amarrage pour éviter que les bateaux ne s'ancrent sur les récifs. Les bouées d'amarrage permettent également de délimiter les zones de pêche.
Une plongée Coral Watch est disponible dans tous les centres de Gili Trawangan. Après la plongée, il est possible de faire un rapport aux scientifiques travaillant avec Project Aware afin de les aider dans leurs études des récifs coralliens. Ce programme « Coral Watch » est le fruit d’une association entre le Gili Eco Trust, PADI et Project Aware. D’autres études sont menées par les étudiants de l’université de Mataram, Lombok afin d'en savoir plus sur les coraux et les résultats de la technologie Biorock.

### Restauration des récifs coralliens

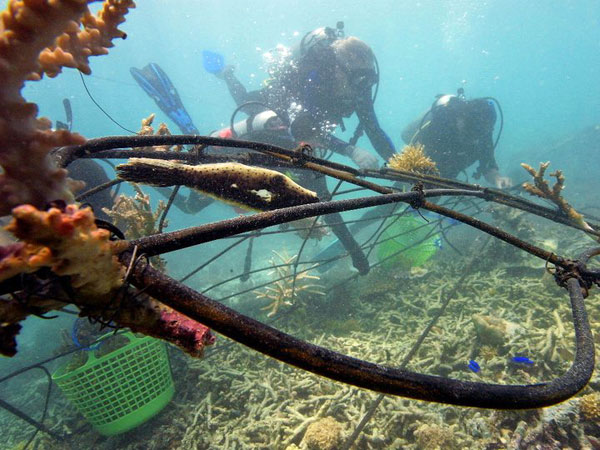
Les coraux sont attachés à la structure Biorock

Les coraux sont victimes de tellement de facteurs de dégradation que le Gili Eco Trust a décidé de ne plus seulement les protéger mais de mener parallèlement une action de restauration des récifs.
Un programme de restauration des récifs coralliens par la méthode Biorock a été mis en place depuis 2006. Cette méthode consiste à installer des récifs artificiel dans les fonds marins. Ces récifs peuvent jouer deux rôles: ils sont d'idéals habitats pour les coraux, poissons, coquillages, mollusques, algues, etc. mais sont aussi une protection efficace contre l'érosion des plages en cassant les vagues trop fortes. Pour que ces structures soient toujours plus respectueuses de l'environnement et plus autonomes, le Gili Eco Trust veut aujourd'hui développer un système d'alimentation par une turbine fonctionnant grâce au courant marin.
À ce jour, ce sont 63 structures qui régénèrent les récifs coralliens des îles Gili.
Le Gili Eco Trust organise également des séminaires Biorock tous les deux ans pour enseigner la méthode Biorock afin qu'elle puisse être reproduite dans d'autres récifs abîmés. En 2006 le séminaire comptait 31 participants, 52 en 2008 et 80 en 2010.
Ces séminaires ont lieu avec l'aide de PADI, du Project Aware, de la Global Coral Reef Alliance, de l'université de Mataram, du gouvernement de Lombok et de nombreux commerces de Gili Trawangan.

### Eco-Projets sur terre
Le Gili Eco Trust mène de front plusieurs projets sur les îles Gili.
Gestion des déchets

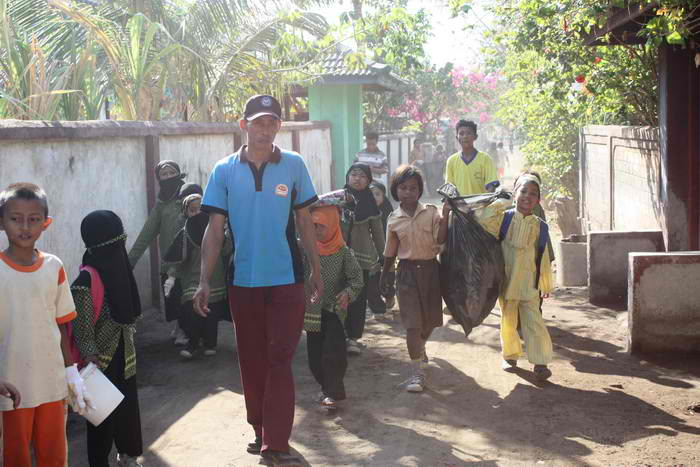
Enfants de l'école locale participant au nettoyage de Gili Trawangan

La gestion des déchets est la priorité du Gili Eco Trust pour protéger l'environnement terrestre des îles Gili. Les déchets sont un problème permanent pour ces îles, en particulier à cause de leur tourisme florissant.
Le Gili Eco Trust coopère avec le FMPL (la compagnie de collecte et recyclage des déchets de Gili Trawangan) qui récupère les déchets tous les jours. La déchèterie a été remis en état et une route surélevée a été construite pour qu'elle soit accessible même pendant la saison des pluies.
L'habitude locale est de brûler les ordures et cette méthode est extrêmement polluante. C'est pourquoi le Gili Eco Trust veut changer les habitudes, sensibiliser la population et encourager au recyclage. Pour cela un compost général a été créé, des sacs réutilisables sont distribués, plus de mille poubelles de tri ont été installées... Les briques Tetra sont envoyées à Eco Bali, partenaire de l'ONG. Les canettes, verre, plastique et cartons sont recyclés en matériaux de construction.
Enfin chaque premier vendredi du mois sont organisées des journées de nettoyage durant lesquelles les touristes peuvent se joindre aux enfants de l'école locale, volontaires des commerces de l'île, au Gili Eco Trust et au FMPL et gagner une plongée gratuite en échange de leur participation.
Plantation d'arbres et d'herbe Vetiver

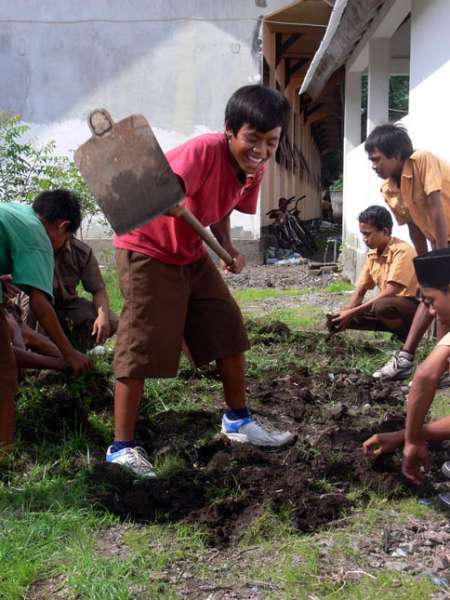
Séance de jardinage à l'école locale

L'érosion est un autre problème sur les îles Gili : l'érosion des plages et l'érosion de la colline de Gili Trawangan.
Pour lutter contre l'érosion des plages, les structures Biorock installées près du rivage cassent les vagues et l'herbe Vetiver retient le sable grâce à ses racines pouvant atteindre 5 mètres de profondeur. Sur la colline, des arbres ont été plantés pour limiter les glissements de terrain en saison humide. Les enfants de l'école locale participent à ces programmes de plantation.
Traitement des chevaux

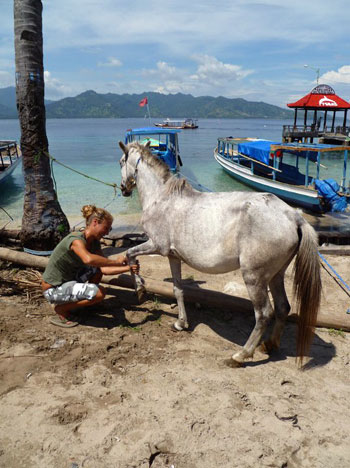
Clinique ambulante pour chevaux

Les chevaux des îles Gili souffrent d'un mauvais traitement.
Alors que la longévité moyenne des chevaux est de 25 ans, celle-ci y est réduite à quelques années à cause de la masse de travail qu’on exige d’eux et le manque de soin qu’on leur accorde par ignorance de leurs propriétaires. Tirer les charrettes qu'on appelle les cidomos ne nuirait pas à leur santé s’ils pouvaient s’abreuver d’eau douce et se reposer régulièrement, et être soignés quand ils en ont besoin.
C’est pourquoi le Gili Eco Trust ouvre gratuitement sa clinique aux chevaux de Gili Trawangan deux fois par mois, en association avec le centre équestre Umalas de Bali et encourage les commerces à installer un bac d’eau douce dédié aux chevaux. Certaines semaines, une clinique ambulante soigne les chevaux des trois îles Gili.
Stérilisation des chats
Des semaines de stérilisation des chats sont organisées par le Gili Eco Trust, aidé par des vétérinaires occidentaux et le docteur Gede de Lombok pour limiter la reproduction des chats de l'île, déjà trop nombreux.
Protection des tortues
Le Gili Eco Trust soutient le centre de préservation des tortues. L'ONG a fait installer un système de mouvement des eaux pour les bébés tortues du centre. Le Gili Eco Trust s'occupe aussi d'une tortue adulte dont les pêcheurs qui l'avaient attrapée ont préféré couper les pattes avant que leurs filets.

### Sensibilisation et éducation

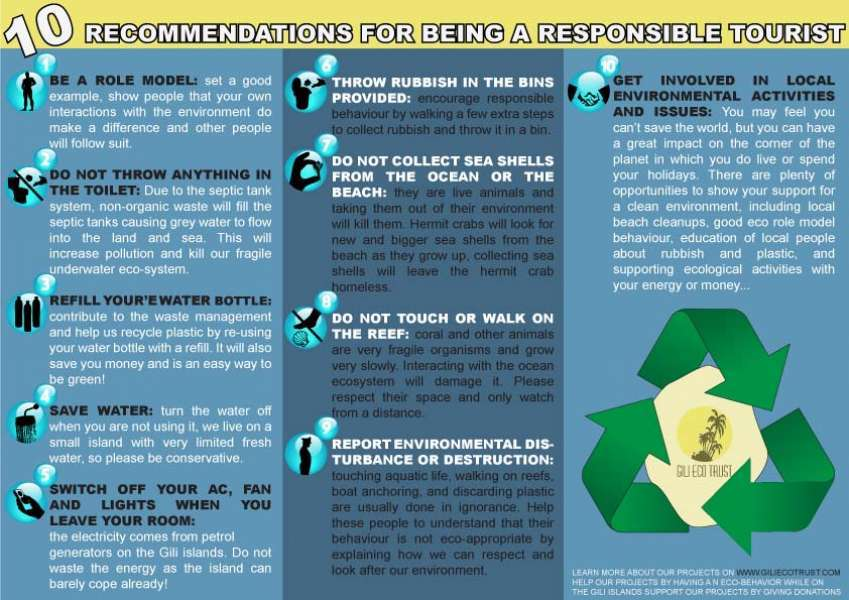
10 recommandations pour un éco-comportement

Pour vraiment faire évoluer les esprits et changer les habitudes, le Gili Eco Trust mène une action de sensibilisation auprès des locaux et des touristes.
Chaque semaine, Delphine Robbe, coordinatrice du Gili Eco Trust, enseigne l'écologie et l'anglais aux enfants de l'école locale. Pendant 45 minutes, les enfants de 6 à 12 ans réfléchissent en anglais à des solutions de préservation des richesses naturelles de l'Indonésie, puis vont passer le dernier quart d'heure dans le jardin à cultiver tomates, concombres, aloe vera, herbe Vetiver...
Mais l'action de sensibilisation du Gili Eco Trust vise toute la population, touristes inclus, notamment à travers des affiches et des panneaux d'indication.
De plus le Gili Eco Trust propose aux commerces une formation de leur personnel aux gestes « éco » et aux propriétaires de bateaux des explications sur les coraux et leur protection.